# Liolaemidae
Liolaemidae — родина ігуаноподібних ящірок. Представники цієї родини мешкають в Південній Америці. Традиційно Liolaemidae відносили до родини ігуанових (Iguanidae) як підродина Liolaeminae, однак наразі дослідники виділяють їх у окрему родину. Ці ящірки живляться переважно травою, а також деякими плодами. Завдяки цій особливій дієті Liolaemidae мають більший тонкий кишківник порівняно з іншими подібними всеїдними та комахоїдними ящірками.

## Роди
Родина нараховує 3 роди:
- Ctenoblepharys
- Liolaemus
- Phymaturus